# Achtliederbuch

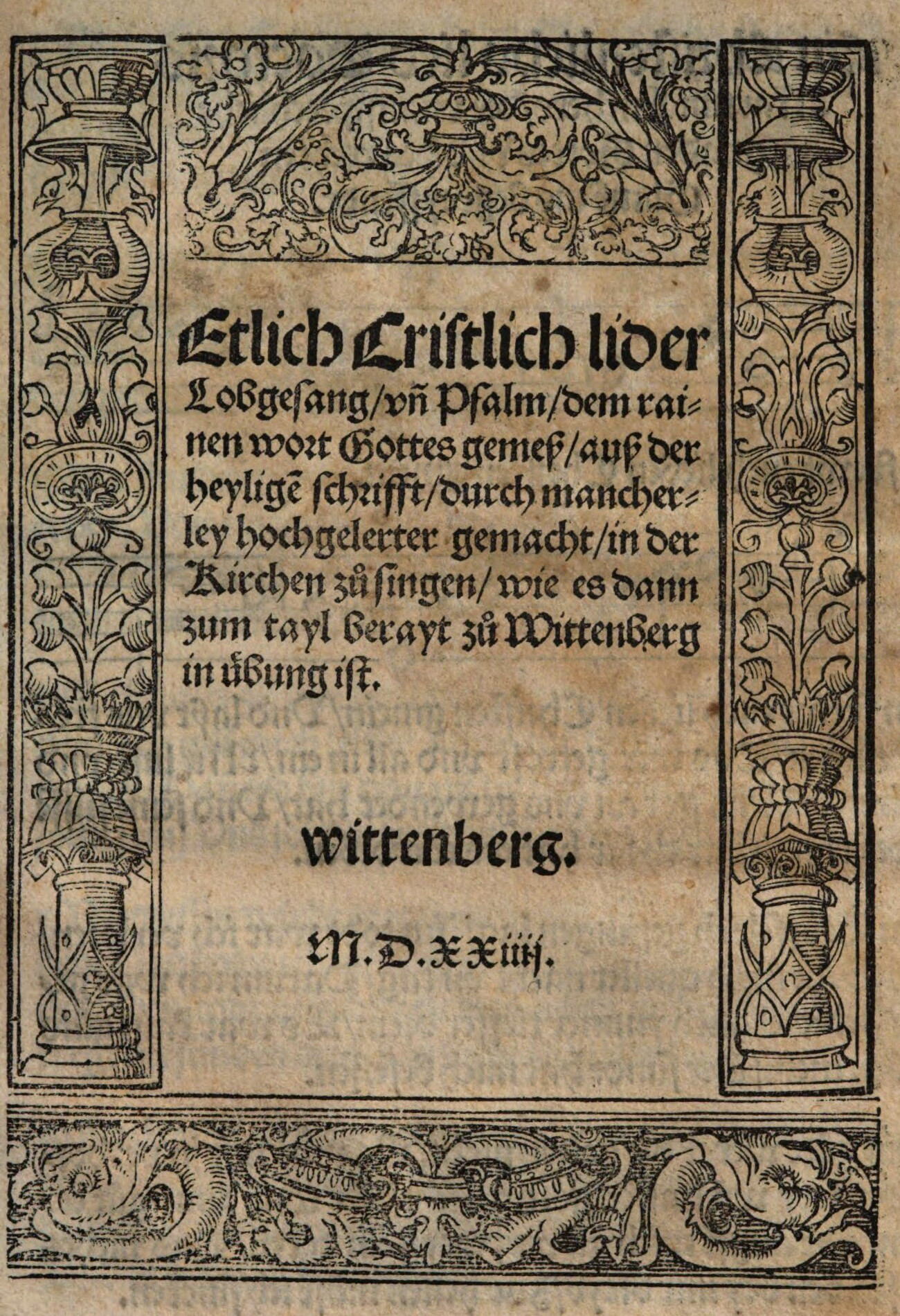
Titelblatt des 3. Drucks, Bayerische Staatsbibliothek

Das Achtliederbuch mit dem Titel „Etlich Cristlich lider / Lobgesang und Psalm“ ist die erste deutschsprachige evangelische Liedersammlung, erschienen 1524. Es ist in gewisser Weise Vorläufer aller evangelischen Gesangbücher, zusammen mit dem Liederbuch Eyn geystlich Gesangk Buchleyn von Johann Walter (auch 1524) und dem Erfurter Enchiridion.

## Inhalt
Die schmale Flugschrift war noch kein planmäßig zusammengestelltes Gesangbuch für den Gemeindegebrauch. Es handelte sich eher um „eine lose buchhändlerische Zusammenfassung“ von bereits als Einblattdrucken kursierenden verschiedenartigen Liedern.
Sie wurde zur Jahreswende 1523/1524 in Nürnberg von Jobst Gutknecht gedruckt. Aus Tarnungsgründen, vielleicht auch aus Marketinggründen, hat das Titelblatt nicht Nürnberg, sondern Wittenberg als Erscheinungsort. In den ersten Drucken ist die Jahreszahl MDXXiiii (1524) als MDXiiii (1514) verdruckt.
Die Broschüre enthält auf zwölf Seiten acht Lieder (auf fünf Melodien), davon vier von Martin Luther. Drei stammen von Paul Speratus, und eines ist anonym und verschiedentlich Justus Jonas dem Älteren zugeschrieben worden. Es enthält folgende Lieder:

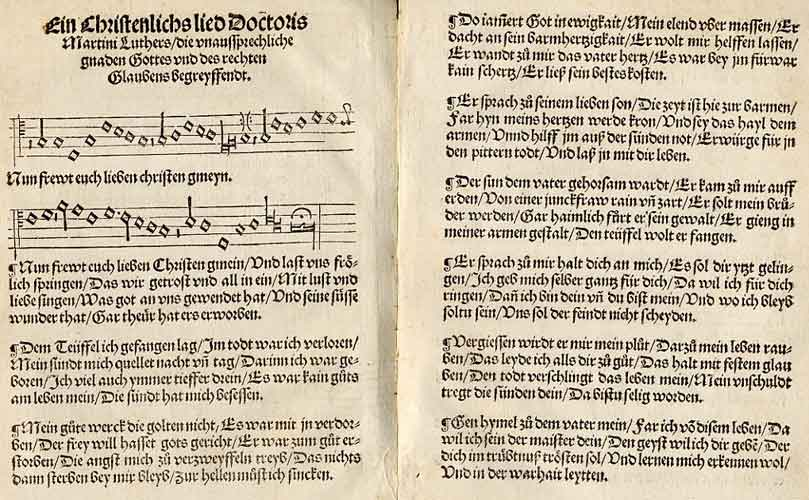
Nun freut euch, lieben Christen gmein

1. Nun freut euch, lieben Christen g’mein (Luther)
2. Es ist das Heil uns kommen her (Paul Speratus)
3. In Gott gelaub ich, das er hat (Speratus)
4. Hilf Gott, wie ist der Menschen Not (Speratus)
5. Ach Gott, vom Himmel sieh darein (Luther)
6. Es spricht der Unweisen Mund wohl (Luther)
7. Aus tiefer Not schrei ich zu dir (Luther)
8. In Jesu Namen wir heben an (anonym, zweistimmiger Satz)

## Digitalisate
- Exemplar der Herzog August Bibliothek Wolfenbüttel  (1. Druck)[5] L 4698 im VD 16.
- Exemplar der Forschungsbibliothek Gotha (2. Druck)[6] L 4699 im VD 16.
- Exemplar der Bayerischen Staatsbibliothek (3. Druck)[7] L 4700 im VD 16.